# Michal Kováč
Michal Kováč (Ľubiša, 5 de agosto de 1930 – Bratislava, 5 de outubro de 2016) foi um político eslovaco e primeiro presidente da Eslováquia entre 1993 e 1998.

## Carreira política
Durante e após a Revolução de Veludo, de 12 de dezembro de 1989 a 17 de maio de 1991 (quando ele renunciou), Kováč foi Ministro das Finanças da República Eslovaca (Socialista).
No início de 1991, ele foi um dos fundadores e vice-presidente do Movimento por uma Eslováquia Democrática. Como tal, foi eleito deputado à Assembleia Federal da Tchecoslováquia em 1990. Após as eleições de 1992, atuou como Presidente da Assembleia Federal de 25 de junho a 31 de dezembro de 1992. Ele desempenhou um papel importante no processo de preparação da Dissolução da Tchecoslováquia.

### Presidente (1993-98)
Kováč foi eleito presidente pelo Conselho Nacional da Eslováquia em fevereiro de 1993 (porque era candidato do maior partido parlamentar - o Movimento por uma Eslováquia Democrática, com objetivos separatistas) e foi inaugurado em 2 de março de 1993. Ele logo se tornou um forte oponente do primeiro-ministro Vladimír Mečiar e ao fazer um discurso presidencial crítico ao parlamento em março de 1994, Kováč contribuiu significativamente para a deposição do então governo Mečiar e a criação do governo Moravčík (que durou apenas até as próximas eleições parlamentares no outono de 1994).
Em 1995, o conflito Mečiar-Kováč se intensificou e o Movimento por uma Eslováquia Democrática cancelou a adesão (formal) de Kováč ao partido. Em agosto de 1995, o filho de Kováč, que havia sido acusado de crimes financeiros pelas autoridades alemãs (a acusação foi posteriormente retirada), foi sequestrado e levado para a Áustria. O presidente, os partidos da oposição e o tribunal austríaco acusaram o serviço de inteligência eslovaco (SIS) e o governo de terem organizado este sequestro. A investigação do novo diretor do serviço secreto de inteligência Mitro e da polícia eslovaca após o colapso do regime de Vladimir Meciar no final de 1998 confirmou a participação do SIS neste sequestro, mas a justiça eslovaca rejeitou o julgamento com seus supostos atores por causa de uma anistia (também chamada de auto anistia) emitida por Vladimir Meciar em 3 de março de 1998.
O mandato de Kováč terminou a 2 de Março de 1998. A sua candidatura nas primeiras eleições presidências diretas da Eslováquia em 1999 não teve êxito. Ele não foi muito visível na política eslovaca depois dessa época e apareceu apenas em alguns eventos simbólicos.

## Saúde e morte
Em 10 de julho de 2008, a mídia eslovaca noticiou que Kováč provavelmente sofria da doença de Parkinson. O ex-presidente não confirmou a informação, mas admitiu que tinha alguns problemas de saúde.

Em 5 de outubro de 2016, Kováč morreu de complicações da doença de Parkinson em Bratislava, aos 86 anos.